# César Chambard
César Antoine Chambard, né à Tassin-la-Demi-Lune le 21 juillet 1865 et mort à Ambérieu-en-Bugey le 17 avril 1942, est un obtenteur de roses lyonnais actif jusqu'à l'automne 1939, et assisté de sa nièce Mme Denoyel. Il était vice-président de la Société française des rosiéristes et a connu de grands succès en France et à l'international.

## Biographie
César Chambard, fils de jardinier, a été formé à Lyon à partir de 1888 au sein de la famille Pernet qui joua un grand rôle dans l'hybridation d'hybrides de thé. Il y demeura jusqu'en 1892, puis travailla onze ans chez la Veuve Schwartz. Il s'installa 318 route d'Heyrieux. Il demeurait dans le quartier de Parilly-Vénissieux. 
Parmi les roses obtenues (plus d'une soixantaine), l'on peut distinguer 'Avalanche' (hybride de thé 1936), 'Louise Cretté' (hybride remontant 1914), 'Madame César Chambard' (hybride de thé 1911), 'Madame Jean Noël' (hybride de thé 1939), 'Marguerite Guillard' (hybride remontant 1915), 'Souvenir de Claudius Denoyel' (hybride de thé grimpant 1920), 'Souvenir d'Émile Guillard' (hybride de thé 1912), médaille d'or à la roseraie de Bagatelle.

## Quelques roses primées

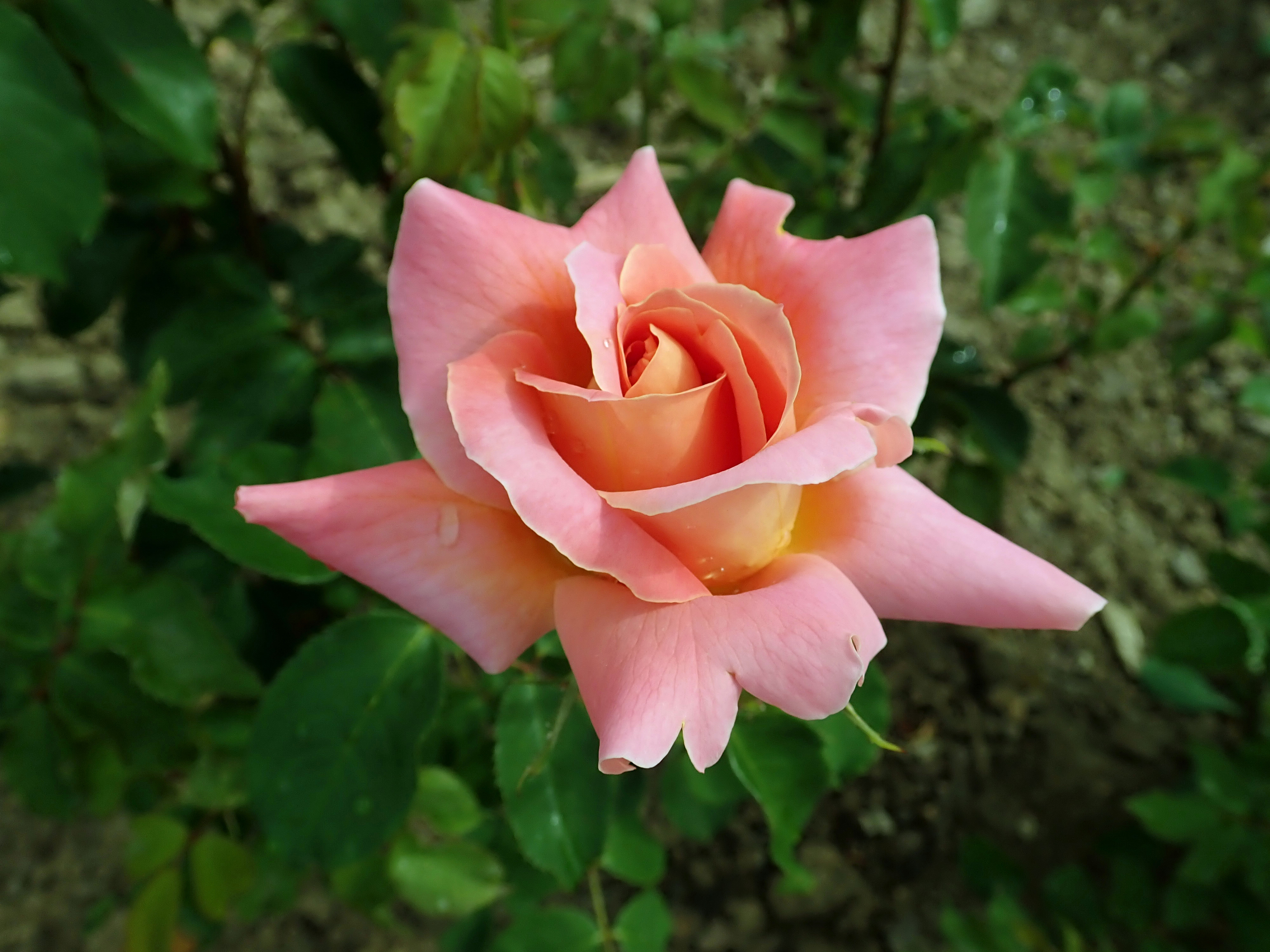
'Madame Jean Noël' (1939) à l'Europa-Rosarium de Sangerhausen.

Premier prix médaille d'or de la plus belle rose de France :
- 'Souvenir de Madame César Chambard' (1932), hybride de thé
- 'Madame Jean Noël' (1939), hybride de thé
- 'Ville de Prague' (1940), hybride de thé

Quelques certificats de mérite :
- 'Denise Chambard', 'Émile Cramon', 'Madame Berthe de Forge', 'Madame Germain Jouve', 'Madeleine Madinier, 'Madeleine Monod', 'Naïr', 'Petit Jacky', 'Rotary Lyon', 'Souvenir de Louis Simon', 'Souvenir de Madame A. Hess' (hybrides de thé).

## Hommage
Une rose sous le nom de 'C. Chambard ' lui a été dédiée par Jean Bel en 1934.